# Голлі (Флорида)
Голлі (англ. Holley) — переписна місцевість (CDP) в США, в окрузі Санта-Роза штату Флорида. Населення — 2484 особи (2020).

## Географія
Голлі розташоване за координатами 30°27′11″ пн. ш. 86°54′16″ зх. д. / 30.45306° пн. ш. 86.90444° зх. д. (30.452933, -86.904398).  За даними Бюро перепису населення США в 2010 році переписна місцевість мала площу 11,90 км², з яких 9,19 км² — суходіл та 2,71 км² — водойми.

## Демографія
Згідно з переписом 2010 року, у переписній місцевості мешкало 1630 осіб у 615 домогосподарствах у складі 446 родин. Густота населення становила 137 осіб/км².  Було 712 помешкання (60/км²).
Расовий склад населення:
| - 91,8 % — білих - 2,3 % — чорних або афроамериканців - 1,2 % — азіатів - 0,9 % — корінних американців - 0,2 % — вихідців з тихоокеанських островів |

До двох чи більше рас належало 2,8 %. Частка іспаномовних становила 3,3 % від усіх жителів.
За віковим діапазоном населення розподілялося таким чином: 23,9 % — особи молодші 18 років, 63,2 % — особи у віці 18—64 років, 12,9 % — особи у віці 65 років та старші. Медіана віку мешканця становила 36,7 року. На 100 осіб жіночої статі у переписній місцевості припадало 105,5 чоловіків;  на 100 жінок у віці від 18 років та старших — 104,3 чоловіків також старших 18 років.
Середній дохід на одне домашнє господарство  становив 60 247 доларів США (медіана — 54 286), а середній дохід на одну сім'ю — 64 057 доларів (медіана — 59 688). Медіана доходів становила 35 889 доларів для чоловіків та 23 056 доларів для жінок. За межею бідності перебувало 21,6 % осіб, у тому числі 42,6 % дітей у віці до 18 років та 8,4 % осіб у віці 65 років та старших.
Цивільне працевлаштоване населення становило 605 осіб. Основні галузі зайнятості: будівництво — 24,0 %, науковці, спеціалісти, менеджери — 13,7 %, освіта, охорона здоров'я та соціальна допомога — 13,6 %.